# Alex Wright
Alexander Wright (* 17. Mai 1975 in Nürnberg) ist ein ehemaliger deutscher Wrestler und heutiger Wrestlingtrainer in seiner Heimatstadt Nürnberg. Er ist ein Wrestler der zweiten Generation, der vor allem unter seinem Ringnamen Alex Wright bekannt wurde. Sein Vater, der Engländer Steve Wright, und sein Onkel Bernard Wright waren ebenfalls erfolgreich im Wrestling tätig.

## Karriere

### Sportlicher Hintergrund
Alex Wright wurde ab seinem dritten Lebensjahr von seinem Vater im Wrestling ausgebildet und gewann bereits im Alter von 10 Jahren die bayerische Jugendmeisterschaft im Gewichtheben. Zusätzlich war er auch Amateur-Ringer und Leistungsschwimmer.

### Catch Wrestling Association
Alex Wrights Vater Steve und dessen Bruder Bernard standen bei der europäischen Wrestling-Organisation Catch Wrestling Association unter Vertrag. Wrights Debüt im Wrestling geschah jedoch eher aus Zufall: 1991 besuchten die Wrights eine Show der CWA in Wuppertal. Sie hatten VIP-Karten und wollten eine Stunde vor dem offiziellen Einlassbeginn in die Veranstaltungshalle. Der Veranstalter, der ehemalige deutsche Ringer und Wrestler Peter William, befand Alex Wright mit seinen 16 Jahren für zu jung für die Veranstaltung. Als aber Steve und Alex Wright ein improvisiertes Wrestlingmatch zeigten, war William von Alex Wrights Leistungen mehr als nur begeistert. Er setzte Alex Wright als „Überraschungsgast“ aktiv in die Show ein und bot ihm im Anschluss einen Vertrag an. Damit wurde Alex Wright der jüngste Profi-Wrestler Deutschlands und medienweit bekannt.

### World Championship Wrestling
So wurde er auch zu Schreinemakers eingeladen, wo ein WCW-Agent auf ihn aufmerksam wurde: 1994 wurde er als 18-Jähriger von der WCW eingeladen und in deren Wrestlingschule auf den amerikanischen Stil geschult.
Wenig später hatte er seine ersten Auftritte in den Houseshows, wo er nun als „das Wunderkind Alex Wright“ angekündigt wurde und dort Paul Levesque besiegen durfte. Er blieb fast ein Jahr komplett ungeschlagen, ehe er im Mai 1995 bei Slamboree dem damaligen TV-Champion Arn Anderson unterlag.
Im weiteren Verlauf seiner Karriere konnte er sich sowohl den Cruiserweight- als auch den TV- und den Tag-Team-Titel sichern. Eine Kopfverletzung zwang Alex Wright 1998 zu einer längeren Pause. In dieser Zeit wurde sein Gimmick komplett überarbeitet. Als „Berlyn“ kehrte er in den Ring zurück. Berlyn sollte einen Gothic-Charakter darstellen und beschimpfte überwiegend auf Deutsch die amerikanischen Wrestlerkollegen als „schwache Amis“. Es kam allerdings bei den Fans eher als nazistisch an, zumal die Amokläufer an der Columbine High School ein ähnliches Erscheinungsbild hatten.
Infolgedessen kam es erneut zu einem Gimmickwechsel und er trat dann später wieder unter seinem bürgerlichen Namen an.

### Independent
Als die WCW 2001 Konkurs anmeldete und von der World Wrestling Federation aufgekauft wurde, wurde Wright nicht übernommen, da er seinen Vertrag nicht mit der WCW, sondern mit AOL/Time Warner geschlossen hatte und WWF-Besitzer Vince McMahon ausschließlich WCW-Verträge in seine Promotion übernehmen konnte. Wright kehrte schließlich nach neun Jahren in den USA nach Deutschland zurück. 2003 hatte er in Uelzen sein letztes Match; zwei Anfragen von World Wrestling Entertainment lehnte er ab, da er sich ausgebrannt fühlte.

### Karriereende bzw. Karrierewechsel
Alex Wright zog sich vorübergehend aus dem aktiven Geschehen zurück und arbeitete in Nürnberg in einer Fitnesskette. Er machte sich Ende 2006 selbstständig und gründete im Januar 2007 im Nürnberger Stadtteil Katzwang die Wrestlingschule „The Wright Stuff - Pro Wrestling School“, wo heute auch seine Haupttätigkeit liegt. Bei einem Turnier der GWP trat Wright 2007 für ein einmaliges Match auf, um dort für seine Wrestlingschule zu werben. 2011 zog er mit seiner Wrestlingschule in den N.E.W. HotSpot nach Heßdorf (Nahe Erlangen), den Wright eigens extra als Wrestlinghalle ausbauen ließ. Der N.E.W. HotSpot ist Deutschlands einzig individuell ausgestattete Wrestlinghalle. Der N.E.W HotSpot ist das Zuhause von der Wrestlingschule „The Wright Stuff“ und Wrights Wrestlingliga „New European Championship Wrestling (NEW)“.

## Titel und Erfolge
- World Championship Wrestling
  - 1× WCW Cruiserweight Champion
  - 1× WCW World Television Champion
  - 1× WCW World Tag Team Champion (mit Disco Inferno)
- World Wrestling Entertainment
  - Gasttrainer im WWE Performance Center in Orlando, USA (2014)
- Sonstiges
  - Platz 3 beim Best of The Super Junior Turnier von New Japan 1995
- Pro Wrestling Illustrated
  - Rookie of the Year (1995)
  - Most Improved Wrestler (1997)
- Steuben Parade in New York
  - German/American of the day – Ehrung durch New Yorks Bürgermeister (1995)
- Bravo Sport
  - Erhielt den Bronzenen Otto (1995)

## New European Championship Wrestling
Nach seinem Karriereende als aktiver Wrestler gründete Wright mit der Promotion New European Championship Wrestling (NEW) eine weitere deutschsprachige europäische Wrestlingliga. Am 3. Oktober 2009 hatte Wrights NEW-Promotion in Schwabach ihre Debüt-Veranstaltung, die mit ca. 500 Zuschauern nahezu ausverkauft war.
NEW veranstaltet seit Dezember 2011 im N.E.W. HotSpot (Deutschlands erste Wrestling-Arena) im Durchschnitt jeden Monat einen Wrestling-Event mit nationalen und internationalen Stars; zudem produziert er dort auch eigene Shows. Außerdem bietet New European Championship Wrestling, Wrights Schülern die Möglichkeit, ihre Wrestlingerfahrung einem öffentlichen Publikum vorzuführen und so erste Ringerfahrungen zu machen.